# جاك إلي
جاك إلي (بالإنجليزية: Jack Ely)‏ هو عازف قيثارة وموسيقي أمريكي، ولد في 11 سبتمبر 1943 في بورتلاند في الولايات المتحدة، وتوفي في 27 أبريل 2015 في تيريبون في الولايات المتحدة.

## وصلات خارجية
- جاك إلي على موقع ميوزك برينز (الإنجليزية)
- جاك إلي على موقع ديسكوغز (الإنجليزية)